# Drekvliegen
De drekvliegen (Scathophagidae) zijn een familie uit de orde van de tweevleugeligen (Diptera), onderorde vliegen (Brachycera). Wereldwijd omvat deze familie zo'n 57 genera en 419 soorten.

## Geslachten
De per januari 2020 geregistreerde soorten van de familie behoren tot 49 verschillende geslachten.

Sommige geslachten bestaan slechts uit 1 soort.

De geslachten staan hieronder vermeld met het aantal soorten tussen haakjes.

(Deze lijst is mogelijk niet compleet)
- Acanthocnema  (5)
- Acerocnema  (4)
- Allomyella  (7)
- Americina  (1)
- Bostrichopyga  (2)
- Brooksiella  (1)
- Bucephalina  (3)
- Ceratinostoma  (1)
- Cleigastra  (1)
- Cochliarium  (3)
- Conisternum  (7)
- Cordilura  (60)
- Cordylurella  (3)
- Cosmetopus  (4)
- Chaetosa  (2)
- Delina  (5)
- Dromogaster  (1)
- Ernoneura  (1)
- Gimnomera  (9)
- Gonarcticus  (4)
- Gonatherus  (1)
- Hexamitocera  (1)
- Huckettia  (1)
- Hydromyza  (2)
- Leptopa  (1)
- Megaphthalma  (1)
- Megaphthalmoides  (1)
- Microprosopa  (11)
- Micropselapha  (1)
- Nanna  (38)
- Neochirosia  (3)
- Neorthacheta  (1)
- Norellia  (2)

- Norellisoma  (13)
- Okeniella  (2)
- Orthacheta  (4)
- Paracosmetopus  (1)
- Parallelomma  (5)
- Peratomyia  (1)
- Phrosia  (1)
- Plethochaeta  (2)
- Pleurochaetella  (1)
- Pogonota  (6)
- Scathophaga  (40)
- Spathephilus  (1)
- Spaziphora  (3)
- Staegeria  (1)
- Synchysa  (1)
- Trichopalpus  (4)

## In Nederland waargenomen soorten
- Genus: Acerocnema
  - Acerocnema macrocera
- Genus: Ceratinostoma
  - Ceratinostoma ostiorum
- Genus: Chaetosa
  - Chaetosa punctipes
- Genus: Cleigastra
  - Cleigastra apicalis
- Genus: Conisternum
  - Conisternum decipiens
  - Conisternum obscurum
- Genus: Cordilura
  - Cordilura aemula
  - Cordilura albipes
  - Cordilura ciliata
  - Cordilura picipes
  - Cordilura pubera
  - Cordilura pudica
  - Cordilura rufimana
  - Cordilura umbrosa
- Genus: Delina
  - Delina nigrita
  - Delina nitida
- Genus: Gimnomera
  - Gimnomera tarsea
- Genus: Hydromyza
  - Hydromyza livens
- Genus: Leptopa
  - Leptopa filiformis
- Genus: Megaphthalma
  - Megaphthalma pallida
- Genus: Micropselapha
  - Micropselapha filiformis
- Genus: Nanna
  - Nanna articulata
  - Nanna fasciata
  - Nanna flavipes
  - Nanna inermis
- Genus: Norellia
  - Norellia spinipes - (Narcismineervlieg)
  - Norellia tipularia
- Genus: Norellisoma
  - Norellisoma spinimanum
- Genus: Parallelomma
  - Parallelomma media
  - Parallelomma vittata
- Genus: Phrosia
  - Phrosia albilabris
- Genus: Scathophaga
  - Scathophaga furcata
  - Scathophaga inquinata
  - Scathophaga litorea
  - Scathophaga lutaria
  - Scathophaga scybalaria
  - Scathophaga stercoraria - (Strontvlieg)
  - Scathophaga suilla
- Genus: Spaziphora
  - Spaziphora hydromyzina
- Genus: Trichopalpus
  - Trichopalpus fraternus